# Jan Żabowski
Jan Żabowski (ur. 30 marca 1906 w Mystkowie, zm. 6 grudnia 1985) – polski rzeźbiarz ludowy.
Miał wykształcenie średnie zawodowe. W okresie międzywojennym uczył się kołodziejstwa pojazdowego w Warszawie u mistrza Henryka Adamskiego. Do 1969 r. pracował w Szkole Zawodowej w Płońsku jako nauczyciel zajęć praktycznych w dziedzinie obróbki drewna i stolarstwa. Twórczością rzeźbiarską zajął się dopiero po przejściu na emeryturę. Rzeźby Żabowskiego były po raz pierwszy eksponowane na wystawie sztuki ludowej w Płocku w 1970 r. Wykonywał niewielkich rozmiarów różnorodne figurki o tematyce religijnej, historycznej oraz postacie z życia dawnej wsi. Rzeźbił postacie Matki Boskiej Skępskiej, Chrystusa Frasobliwego, bohaterów narodowych, kosynierów, ułanów, mieszkańców wsi, rzemieślników, handlarzy, Żydów, Cyganów. Używał drewna lipowego lub topolowego, rzeźbił w ujęciu realistycznym z zachowaniem drobnych szczegółów charakteryzujących poszczególne postacie. Rzeźb swoich nie malował, zachowując naturalną barwę drewna. Pod koniec życia wykonał cykle rzeźb: Święto plonów i Sztafetę pokoleń. 
Oprócz rzeźbiarstwa Żabowski potrafił wykonywać różnorodne rekwizyty obrzędowe, znał się na lutnictwie. Za pięknie wykonany komplet masek i strojów do „Herodów" otrzymał I nagrodę w konkursie na plastykę obrzędową Mazowsza, zaś II nagrodę za instrumenty muzyczne. 14 marca 1977 r. Ministerstwo Kultury i Sztuki przyznało mu oficjalny certyfikat twórcy ludowego. W województwie ciechanowskim został zarejestrowany pod numerem pierwszym. 
Krąg odbiorców rzeźb Żabowskiego nie był zbyt wielki. Figury o tematyce sakralnej kupował czasem Veritas w Warszawie. 47 rzeźb Żabowskiego i innych wykonanych przez niego przedmiotów zakupiło Muzeum Okręgowe w Ciechanowie (dziś Muzeum Szlachty Mazowieckiej), po kilkanaście rzeźb  - Muzeum Mazowieckie w Płocku i Muzeum Wsi Mazowieckiej w Sierpcu. Część trafiła do kolekcji prywatnych głównie poprzez Kiermasze Sztuki Ludowej w Płocku, w których rzeźbiarz brał udział. Nie zabiegał o nabywcę, gromadził rzeźby w swoim domu z myślą o zorganizowaniu w przyszłości izby regionalnej. Mieszkał w Płońsku przy ul. Ogrodowej. Pochowany został na cmentarzu w Baboszewie.